# Edice pramenů
Edice ve smyslu edice pramenů znamená vydání historických pramenů v tištěné podobě jako výsledek práce editora. Termín se používá v oblasti pomocných věd historických – v diplomatice, paleografii, epigrafice, heraldice, kodikologii, numismatice a sfragistice.
Edice lze rozdělit na edice vědecké, sloužící vědeckému výzkumu, a vědeckopopulární, které jsou určeny také širší veřejnosti a slouží i jako prostředek popularizace historie. Vědecké edice obsahují informace kriticky zhodnocené, jsou samostatnými vědeckými díly. Dokumenty jsou podrobeny přísné kritice pramenné, historické i textologické.
Edice se mohou vymezovat z různých hledisek – tematických, územních či časových i z  jejich kombinace. Dokumenty mohou být vybrány z jednoho či z více archivních fondů (sbírek), V úvodu edice bývá obvykle uveden abecední seznam zkratek, chronologický či tematický soubor obsažených dokumentů (rozvrh), vlastní úvod, dále komentáře s poznámkovým aparátem a rejstříky.
V diplomatických edicích se rozlišuje několik typů edičních publikací. Jedná se zejména o edice ve vlastním slova smyslu, kde je diplomatický materiál (pramen) publikován v plném znění a v některých případech též s kompletním komentářem (resp. poznámkovým aparátem) nezbytným pro širší vědecké poznání daného pramene a obsahujícím mimo jiné informace o vlastnostech a původu pramene. Dalším typem edičních publikací jsou regesta (regestáře) publikující pouze výtah (regest) z pramene, nikoliv text celý.
Pro vědecké účely se v edicích reprodukují i dokumenty nepísemné povahy.

## Významné světové edice
- De re diplomatica libri sex (ed. Jean Mabillon)
- Monumenta Germaniae Historica (ed. původně Karl vom Stein)
- Regesta Imperii (ed. původně Johann Friedrich Böhmer)

## Významné české edice
- Codex diplomaticus et epistolaris regni Bohemiae (též Český diplomatář či CDB; ed. původně Gustav Friedrich, dále Jindřich Šebánek, Sáša Dušková)
- Codex diplomaticus et epistolaris Moraviae (též Moravský diplomatář či CDM; ed. původně Antonín Boček)
- Regesta diplomatica nec non epistolaria Bohemiae et Moraviae (též Českomoravská regesta či RBM; ed. původně Karel Jaromír Erben)
- Codex iuris municipalis regni Bohemiae (též CIM; ed. původně Jaromír Čelakovský)